# Асимилација и дисимилација самогласника
Асимилација и дисимилација самогласника јесу гласовне промене у српском језику.

## Асимилација самогласника
У српском језику правилно је рећи и:
- кога-којега
- мога-мојега
- твоме-твојему
- моме-мојему

У првој речи из низа гласу о одговара скуп оје у другој речи из низа. Друга реч у низу (облици кога, мога) настала је тако што је из речи којега, мојега испао сонант ј, па се добија облик коега, моега. Тада вокал о прелази у вокал е, односно о се једначи са е и добијамо речи моога, твоога. У таквим речима долази до сажимања, односно претварање два иста вокала у један, а процес који је претходио сажимању вокала назива се асимилација, односно једначење. Након извршеног сажимања добијамо речи мога, твога.
- мојега> моега (асимилација)> моога (сажимање)>мога
- твојега>твоега>твоога>твога

### Дисимилација самогласника
Дисимилација самогласника се јавља како би се избегло нагомилавање више истих самогласника, односно вокала у оквиру једне речи. Јавља се у облику инструментала једнине именица мушког рода са два наставка -ем и -ом.
- кеј-кејом
- јеж-јежом
- Беч-Бечом
- спреј-спрејом

Дисмилација самогласника јавља се и у множини ових истих именица:
- кеј-кејови (а не кејеви)
- спреј-спрејови (а не спрејеви)

али:
- јеж-јежеви (а не јежови)